# 赤壁 (游戏)
赤壁是北京完美时空网络技术有限公司开发的一款三國類型的3DMMORPG。以战场和副本为主题。目前在中国大陆，马来西亚，日本，香港，澳门，南韓和台湾展开營運。台灣於2011年1月17日改版，並更改遊戲名稱為決戰！真三國，此舉讓人誤以為是新出的遊戲。已於2013年9月10日中午12點正式結束台灣伺服器的營運。2023年2月24日掘夢網宣布再次代理《赤壁》。

## 游戏特点
游戏背景来自于四大名著之一的三国演义。引擎继承了完美世界、武林外传、诛仙Online的特点，操作模式则不同於完美时空以往的游戏，較接近魔兽世界。
- 赤壁的10個特點：
  - 格鬥：由武術學家設計的攻擊動作
  - 兵種：18種古代兵器
  - 國戰：三大陣營的大混戰
  - 軍團：類似于工會系統，擁有許多軍團任務
  - 圖鑒：類似于魔獸世界的地圖探索系統
  - 官階：古代官階系統（最高到正一品）
  - 生產：8種生產技能，裝備武器自己打
  - 副本：類似于古代戰場的副本
  - 戰場：軍團結義之間的競技
  - 聲望：各種任務分支的獎勵，可以獲得稱號

## 兵器
- 刀 （国服已开放）（台服已开放）（马来西亚服已开放）
- 枪 （国服已开放）（台服已开放）（马来西亚服已开放）
- 戟 （国服已开放）（台服已开放）（马来西亚服已开放）
- 钺 （国服已开放）（台服已开放）（马来西亚服已开放）
- 叉 （国服已开放）（台服已开放） （马来西亚服已开放）
- 棍 （国服已开放）（台服已开放）（马来西亚服已开放）
- 剑 （国服已开放）（台服已开放）（马来西亚服已开放）
- 斧 （国服已开放）（台服已开放）（马来西亚服已开放）
- 钩 （国服已开放）（台服已开放）（马来西亚服已开放）
- 锏 （国服已开放）（台服已开放）（马来西亚服已开放）
- 锤 （国服已开放）（台服已开放）（马来西亚服已开放）

- 爪 （国服已开放）（台服已开放）（马来西亚服已开放）
- 盾 （国服已开放）（台服已开放）（马来西亚服已开放）
- 环 （国服已开放）（台服已开放）（马来西亚服已开放）
- 杖 （国服已开放）（台服已开放）（马来西亚服已开放）
- 舞 （国服已开放）（台服已开放）（马来西亚服已开放）
- 扇 （国服已开放）（台服已开放）（马来西亚服已开放）
- 弓 （国服已开放）（台服已开放）（马来西亚服已开放）

## 资料片
- 精兵测试
- 霸者大陆
- 热血骑战（台服资料片）
- 横刀立马（国服资料片）（马来西亚服资料片）
- 百团大战（国服资料片）（马来西亚服资料片）
- 热血战魂（国服资料片）
- 小兵大将（国服资料片）
- 新三国　（国服资料片）
- 虎衛傳奇（国服资料片）
- 五虎將　（国服资料片）
- 車戰無雙（国服资料片）

## 伺服器營運情況
- 台灣
  - 周瑜公瑾伺服器 2008/9/10 開放 2010/9/28 合併
  - 諸葛孔明伺服器 2008/9/10 開放 2010/1/11 合併
  - 小喬佳人伺服器 2008/9/28 開放 2010/1/11 合併
  - 貂蟬美人伺服器 2008/10/3 開放 2010/9/28 合併
  - 呂布奉先伺服器 2008/11/14開放 2009/7/16 合併
  - 孫姬尚香伺服器 2009/1/14 開放 2009/7/16 合併
  - 關羽雲長伺服器 2009/7/27 開放
  - 張飛翼德伺服器 2010/1/11 開放
  - 呂布尚香伺服器 2009/7/16 開放 2010/1/11 合併
  - 周瑜貂蟬伺服器 2010/9/28 開放 2010/1/11 合併
  - 周瑜小喬伺服器 2010/1/11 開放
  - 諸葛呂布伺服器 2010/1/11 開放
  - 虎牢關　伺服器 2011/1/17 開放

## 伺服器合併情況
- 台灣
  - 呂布奉先伺服器 2009/7/16 合併
  - 孫姬尚香伺服器 2009/7/16 合併
    - 呂布尚香伺服器 2009/7/16 開放

  - 周瑜公瑾伺服器 2010/9/28 合併
  - 貂蟬美人伺服器 2009/9/28 合併
    - 周瑜貂蟬伺服器 2009/9/28 開放

  - 周瑜貂蟬伺服器 2010/1/11 合併
  - 小喬佳人伺服器 2010/1/11 合併
    - 周瑜小喬伺服器 2010/1/11 開放

  - 諸葛孔明伺服器 2010/1/11 合併
  - 呂布尚香伺服器 2010/1/11 合併

## 遊戲更名風波
台灣遊戲代理商台灣易吉網(現已更名為東遊玩子)早於2010年8月23日正式公布透露赤壁2的改版消息，台灣知名電玩社群網站巴哈姆特同步發布赤壁2相關新聞消息。
- 神秘異族現身 《赤壁 2》完整十八般武器即將登場 （页面存档备份，存于）
- 《赤壁 2》全新種族首度現身 轉生為英雄勇闖三大新地圖 （页面存档备份，存于）

然而在赤壁忠實玩家苦等了1年多的時間後，於2011年1月17日改版，事前卻未經任何公告便更改遊戲名稱為決戰！真三國，遊戲官網網址也一併更改為：*決戰！真三國 （页面存档备份，存于），並於電視上大打決戰！真三國廣告。此舉讓不少未接觸的玩家誤以為是新出的遊戲，而舊玩家對此舉產生不少的抱怨以及反彈情緒。
時任巴哈姆特赤壁板主playonline於2011年1月19日在赤壁板po文公告說明
- 赤壁改名為決戰‧真三國(原赤壁2改版)說明＆板上抱怨文章處理方式 （页面存档备份，存于）

## 外挂问题
赤壁的外挂问题很严重。由于登陆人数不多，以致外挂很猖狂。完美时空也就没有加大打压力度。
赤壁中有反外挂的功能，挂机的玩家会被验证字符系统发现，并且迅速处理。脱机外挂在赤壁中是不可能发展的。
- 大陆知名网游辅助软件简单游提供赤壁的脚本
- 台湾和香港（游戏橘子）服务器中存在着一种叫“無名”的外挂，比较流行，有着自动打怪，自动做任务，自動刷副本等多项功能
- 大部分赤壁外挂拥有着刷副本的功能

## 外部連結
- 赤壁官方網站 （页面存档备份，存于）
- 17173.com：赤壁专区 （页面存档备份，存于）
- 赤壁马来西亚服务器
- 赤壁台湾服务器（游戏橘子） （页面存档备份，存于）

1. ↑  巴哈姆特. . 巴哈姆特電玩資訊站.   [2023-04-21]. （原始内容存档于2023-08-07）.